# Patrick Crombé
Patrick Crombé (Schaerbeek, 25 novembre 1955 – 19 ottobre 2021) è stato un artista e scultore belga.

## La vita e le opere
Crombé proviene da una famiglia di scalpellini di Bruxelles, cresciuto tra il marmo e la pietra blu. Trascorse le sue vacanze in officina ed il padre lo accompognò per l'Italia nelle cave di marmo di Carrara. Si è formato come scultore presso la Hogeschool Sint-Lukas di Bruxelles. Dal 1981 ha lavorato ogni anno, per un mese, nello studio Nicoli a Carrara, dove ha incontrato scultori di tutto il mondo. Ha anche lavorato, per dieci anni, a Les Avins in Belgio, dove partecipò ad un simposio di scultura organizzato dallo scultore Michel Smolders. Fu in questo momento che incontrò lo scultore Lussemburgo André Willequet.

## Simposio e premi
Nel 1987 partecipò ad un simposio internazionale di scultura in Messico, ed a seguire in Sardegna (Buddusò, 1989), in Libano (1999 e 2003), in Marocco (2000 e 2003) ed in Germania (Oggelshausen, 2000).
Nel 1999 è stato vincitore dell'Accademia Reale Belga (classe di Belle Arti).
Su invito di KKV- Bohuslän, Patrick Crombé ricevuto nel 2006 stipendium per la lavorazione del granito per sei settimane Bovallstrand in Svezia.

## Le opere
- 1987 Abbrazzo, Parco Heroles Reyes in Messico
- 1989 fecondità, Simposio a Buddusò in Sardegna
- 1990 Brugleuning, Castello di Coloma a Leeuw-Saint-Pierre
- 1992 Finestra, per la città di Hamme in Fiandre orientali
- 1999 Adonis, Rachana Parco in Libano
- 2000 El Jadida, Parco Mohammed V a El Jadida (Marocco)
- 2000 Porta, sculture Oggelshausen Park (Germania)
- 2003 Mogador, Orson Welles Parco Essaouira (Marocco)
- 2003 Byblos, a Tripoli (Libano)
- 2008 Crescita, Assemblea della Comunità Commissione Fiamminga (Bruxelles)
- 2009 parapetto, casa di cura Ter Stelten, Merchtem
- 2010 fecondità, LIFE, Leuven Institute Fertility & Embryology